# محسن جلال‌پور
محسن جلال‌پور (متولد ۱۳۴۲، کرمان) دارای مدرک کارشناسی ارشد ام‌بی‌ای، فعال اقتصادی و نایب رئیس دوره هفتم و رئیس دوره هشتم اتاق بازرگانی، صنایع، معادن و کشاورزی ایران بوده‌است.
وی رئیس اتاق کرمان و ریاست انجمن پسته را در کارنامه خود دارد. ایشان از یک خانواده تاجر و صاحب حدود ۴۰۰ هکتار زمین کشاورزی و باغات پسته است و دارای مالکیت شرکتی است که حدود یک‌چهارم محصول پسته مغز سبز دنیا را تولید و صادر می‌کند.
جلال‌پور که از ۲۴ خرداد ماه سال ۱۳۹۴ رئیس اتاق ایران بود، ۱۰ مرداد ماه سال ۱۳۹۵ به دلیل بیماری قلبی از ادامه کار خود در این سمت کناره‌گیری کرد. وی گفته بود:پزشکان کار سنگین و پرتنش را برای او اکیدأ ممنوع کرده‌اند. هرچند ابتدا اعضای هیئت رئیسه اتاق ایران این استعفا را نپذیرفتند اما در نهایت ۳۱ مرداد ماه سال ۱۳۹۵ این استعفا پذیرفته شد.

## سوابق شغلی
- نایب‌رئیس اتاق بازرگانی ایران در دوره هفتم
- ریاست اتاق بازرگانی کرمان
- مؤسس و رئیس انجمن پسته ایران
- رئیس کمیسیون تشکل‌های اتاق بازرگانی ایران
- عضو هیئت‌مدیره شرکت نمایشگاه‌های جمهوری اسلامی ایران[۱۱]